# Nelumbo
Nelumbo is een geslacht van waterplanten uit de familie Nelumbonaceae. Het geslacht telt twee soorten. Nelumbo nucifera komt voor in Azië. Nelumbo lutea komt voor in Noord-Amerika en het Caraïbisch gebied. 

## Soorten
- Nelumbo lutea Willd.
- Nelumbo nucifera Gaertn. - Heilige lotus